# Vossenbergkerk

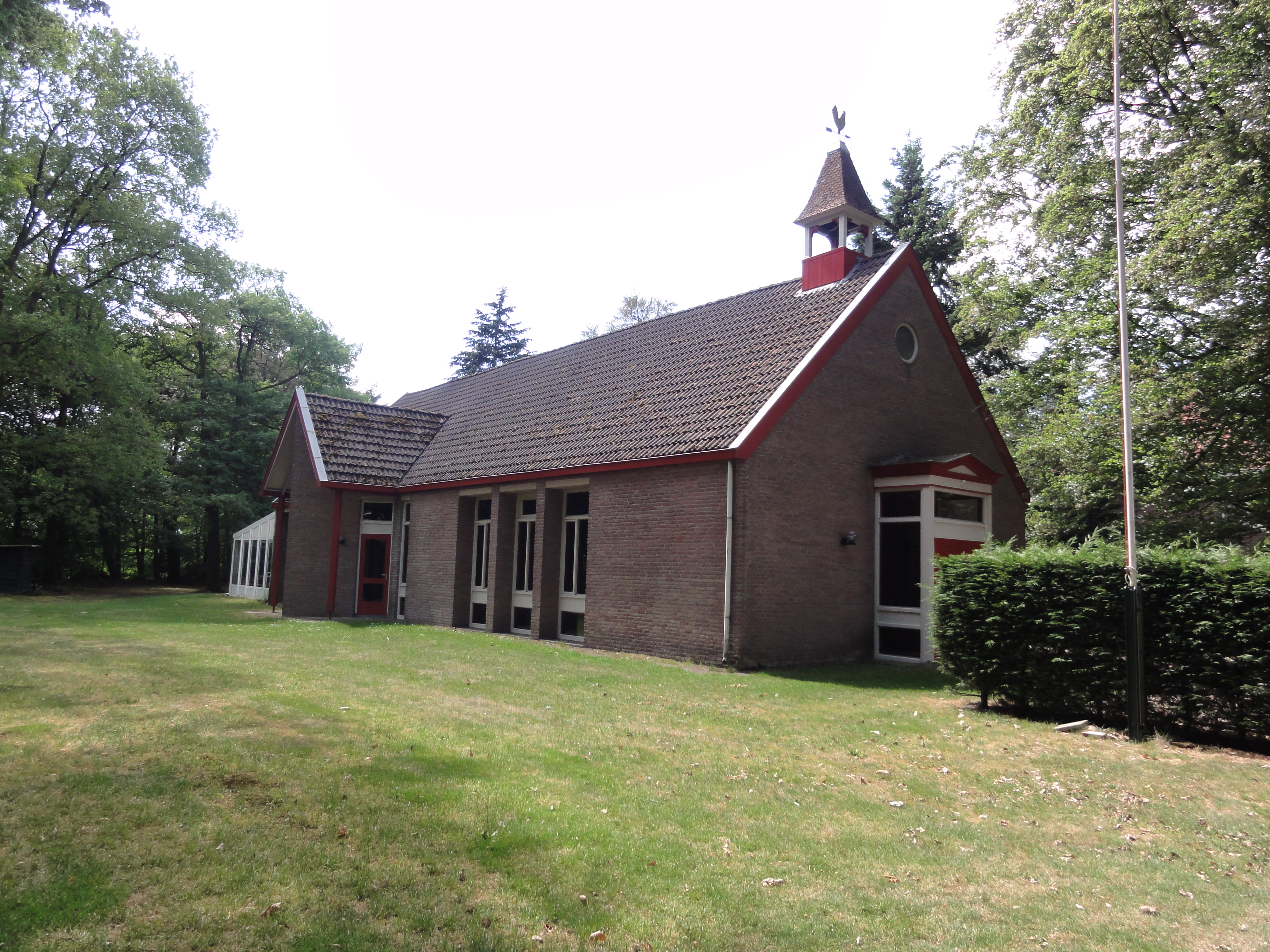
Vossenbergkerk

De Vossenbergkerk is een protestants kerkgebouw in de tot de Noord-Brabantse gemeente Gemert-Bakel behorende landgoed Vossenberg, gelegen aan de Hendrik Jan IJpenberglaan 31.

## Geschiedenis
De buurtschap Vossenberg is gesticht door een ontginningsmaatschappij die in protestantse handen was en welke ook veel protestantse veenarbeiders uit Noord-Nederland te werk stelde. Hoewel in 1894 de eerste protestanten arriveerden, bevonden zich de dichtstbijzijnde protestante kerken op grote afstand. Vanaf 1918 werden diensten verzorgd in een houten arbeidershuisje en in 1927 kwam een definitief kerkje gereed. In 1936 kwam er een eigen gemeente en in 1980 werd het kerkje vernieuwd. Het kerkje is een streekkerk en bedient de protestanten in de gemeenten Gemert-Bakel en Boekel.

## Gebouw
Het betreft een eenvoudig bakstenen gebouwtje onder zadeldak met een bescheiden voorportaal en een dakruiter boven de ingang.